# أهل زوقري (حبيل جبر)
قالب:منطقة جنوبيه
أهل زوقري هي إحدى قرى عزلة حبيل جبر بمديرية ردفان التابعة لمحافظة لحج، بلغ تعداد سكانها 128 نسمة حسب تعداد اليمن لعام 2004.